# Kar (Mythologie)
Kar (altgriechisch Κάρ Kár) ist eine Person der griechischen Mythologie. Er gilt als erster König von Megara.
Kar ist der Sohn des Flussgottes Phoroneus und der Kerdo und hatte keine Nachkommen. Nach ihm wurde eine Akropolis von Megara Karia benannt, wo ihm die Gründung des Demeter-Tempels zugeschrieben wird. Noch zur Zeit Pausanias war sein Grab an der Straße von Megara nach Korinth zu sehen.
Ein anderer Kar war nach Stephanos von Byzanz der Vater des Alabandos, des Gründers der karischen Stadt Alabanda. Sein Grab befand sich nach demselben Autor in der Stadt Souangela, deren Name – so Stephanos – aus den karischen Wörtern σοῦα soúa, deutsch ‚Grab‘ und γέλα géla, deutsch ‚König‘ gebildet wurde.